# Spavalderia
Spavalderia (The Bowery) è un film del 1933 diretto da Raoul Walsh.